# Piskó
Piskó è un comune dell'Ungheria di 262 abitanti (dati 2008) situato nella contea di Baranya, regione Transdanubio Meridionale